# Saint-Siméon, Eure
Saint-Siméon är en kommun i departementet Eure i regionen Normandie i norra Frankrike. Kommunen ligger i kantonen Cormeilles som tillhör arrondissementet Bernay. År 2022 hade Saint-Siméon 323 invånare.

## Befolkningsutveckling
Antalet invånare i kommunen Saint-Siméon
Referens:INSEE